# Sierning
Sierning ist eine Marktgemeinde mit 9867 Einwohnern (Stand 1. Jänner 2025) im Bezirk Steyr-Land im östlichen Teil von Oberösterreich.

## Geografie

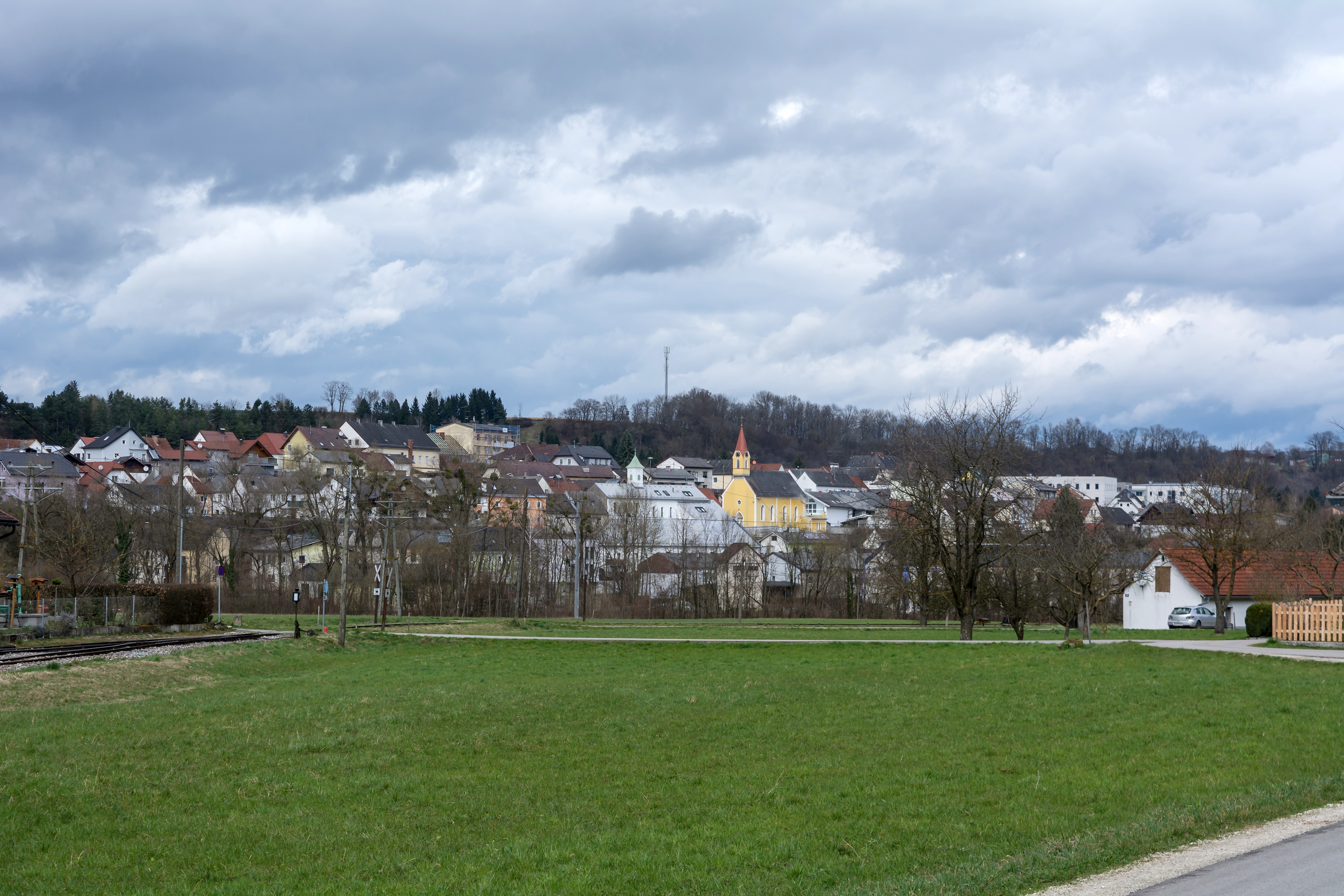
Steyrniederung bei Neuzeug mit der Kante der Terrasse von Sierning

Sierning liegt am Südrand der Traun-Enns-Platte auf mehreren Terrassen zwischen der Eisenstadt Steyr und der Kurstadt Bad Hall am unteren Steyr-Fluss.

### Gemeindegliederung
Die Gemeinde besteht aus den Katastralgemeinden Gründberg, Hilbern, Neuzeug, Oberbrunnern, Pichlern, Sierning und Sierninghofen.
Das Gemeindegebiet umfasst folgende zwei Ortschaften (in Klammern Einwohnerzahl 1. Jänner 2025):
- Neuzeug (5581)
- Sierning – Hauptort (4286)

Die folgenden Ortschaften wurden 2010 aufgelöst: Gründberg, Hilbern, Neuzeug, Niederbrunnern, Oberbrunnern, Pichlern, Schwaming, Sierning und Sierninghofen.
Die Gemeinde führt als Ortschaften (Gemeindeteile): Gründberg, Hilbern, Neuzeug, Steinfeld, Pichlern, Sierninghofen, Letten, Pachschallern, Ober- und Niederbrunnern, Hausleiten, Paichberg, Oberwallern, Frauenhofen.
Zählsprengel sind Sierning-Süd und -Nord für den Hauptort Sierning/Frauenhofen, Sierninghofen-Nord und -Süd für Sierninghofen und Untergründberg, Neuzeug-Ortskern und -Siedlungen für Neuzug mit Steinfeld und Schwaming, Pichlern mit Wallern und Letten, sowie Hilbern-Brunnern-Gründbg für die restlichen Randlagen der Gemeinde im Hügelland.
Die Gemeinde gehört zum Gerichtsbezirk Steyr.

### Nachbargemeinden
|                           | Schiedlberg                                 | Wolfern               |
| Rohr im Kremstal Bad Hall | Kompassrose, die auf Nachbargemeinden zeigt | Steyr (Statutarstadt) |
| Waldneukirchen            | Aschach an der Steyr                        | Garsten               |

## Geschichte

### Ortsgeschichte
Einige Streufunde belegen, dass das Gebiet bereits von den Römern besiedelt wurde. Die Ortsnamen Wallern und Pachschallern gehen auf diese Zeit zurück. Es könnte eine Verbindstraße zwischen Krems- und Steyrtal hier vorbei geführt haben.

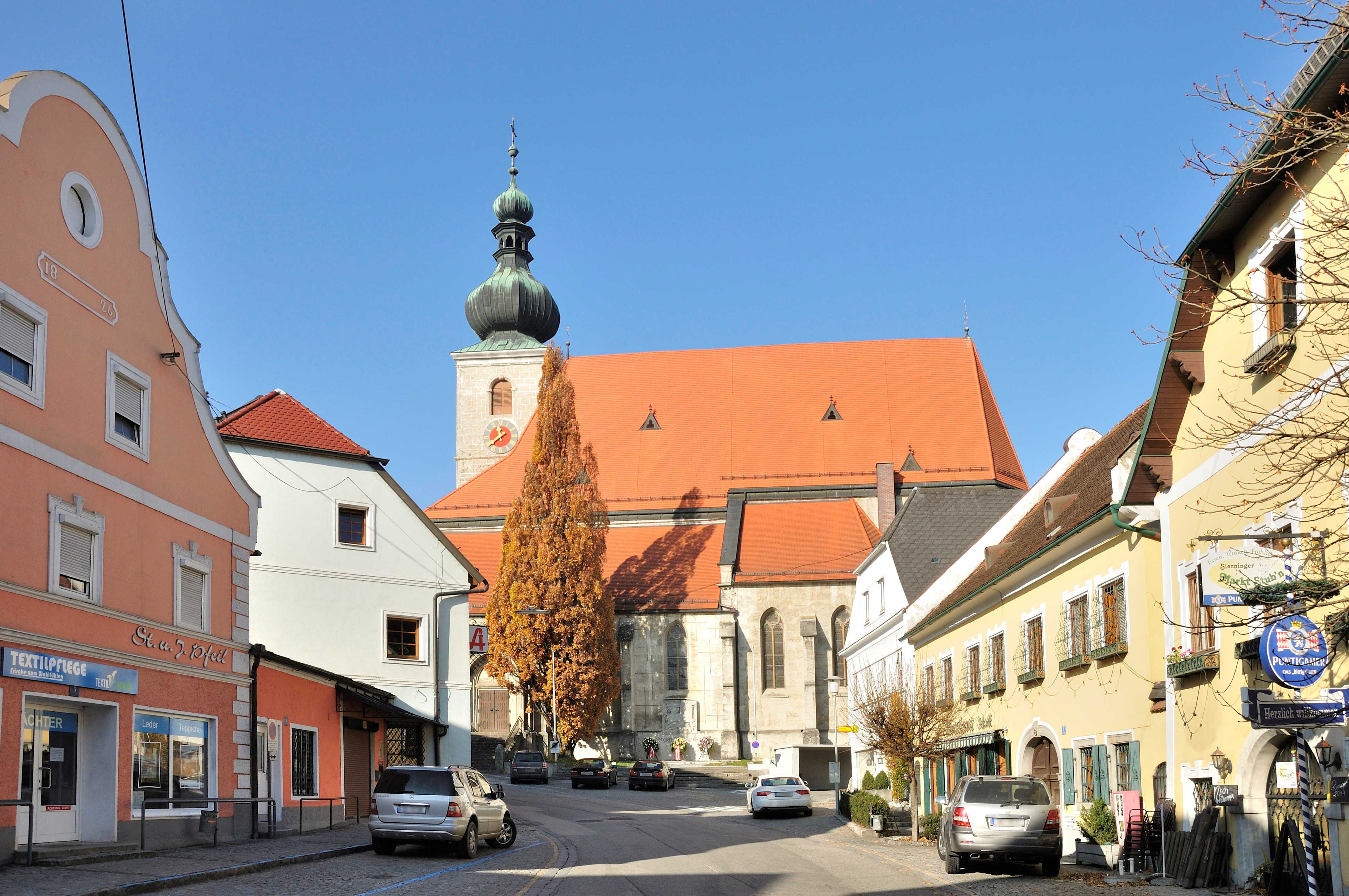
Sierninger Kirchenplatz, Blick zur kath. Pfarrkirche hl. Stephan

Zur ausgehenden Zeit der Völkerwanderung wurden dann slawische Siedler sesshaft, die in den ausgedehnten Wäldern lebten und jagten. Herzog Tassilo III. berichtet in der Stiftungsurkunde für das nahegelegene Kloster Kremsmünster (777) von ihnen und erwähnte dabei zum ersten Mal den Ortsnamen Sirnicha (slawisch Crnica wohl ‚Wiesen-‘ oder ‚Schwarzbach‘ für den Sierninger Bach). Sierning wird anfangs der Flurname gewesen sein, die beiden Althöfe des frühen 9. Jahrhunderts sind Frauenhofen und Sierninghofen, später kamen Pachschallern Gründberg, Neidberg und Paichberg dazu.
Die Gegend bildete dann die Slavendekanie.
Vor 985/991 (Erwähnung in der Synode von Mistelbach) erfolgte die Gründung einer eigenen Pfarre durch das Bistum Passau. Aus dieser Mutterpfarre sind 27 selbständige Tochterpfarren hervorgegangen, darunter so bedeutende wie die ehemaligen Stifte Garsten und Gleink.
Ursprünglich im Ostteil des Herzogtums Bayern liegend, gehörte der Ort ab dem 12. Jahrhundert zum Herzogtum Österreich. Ab 1490 wurde er dem Fürstentum, dann Kronland Österreich ob der Enns zugerechnet.

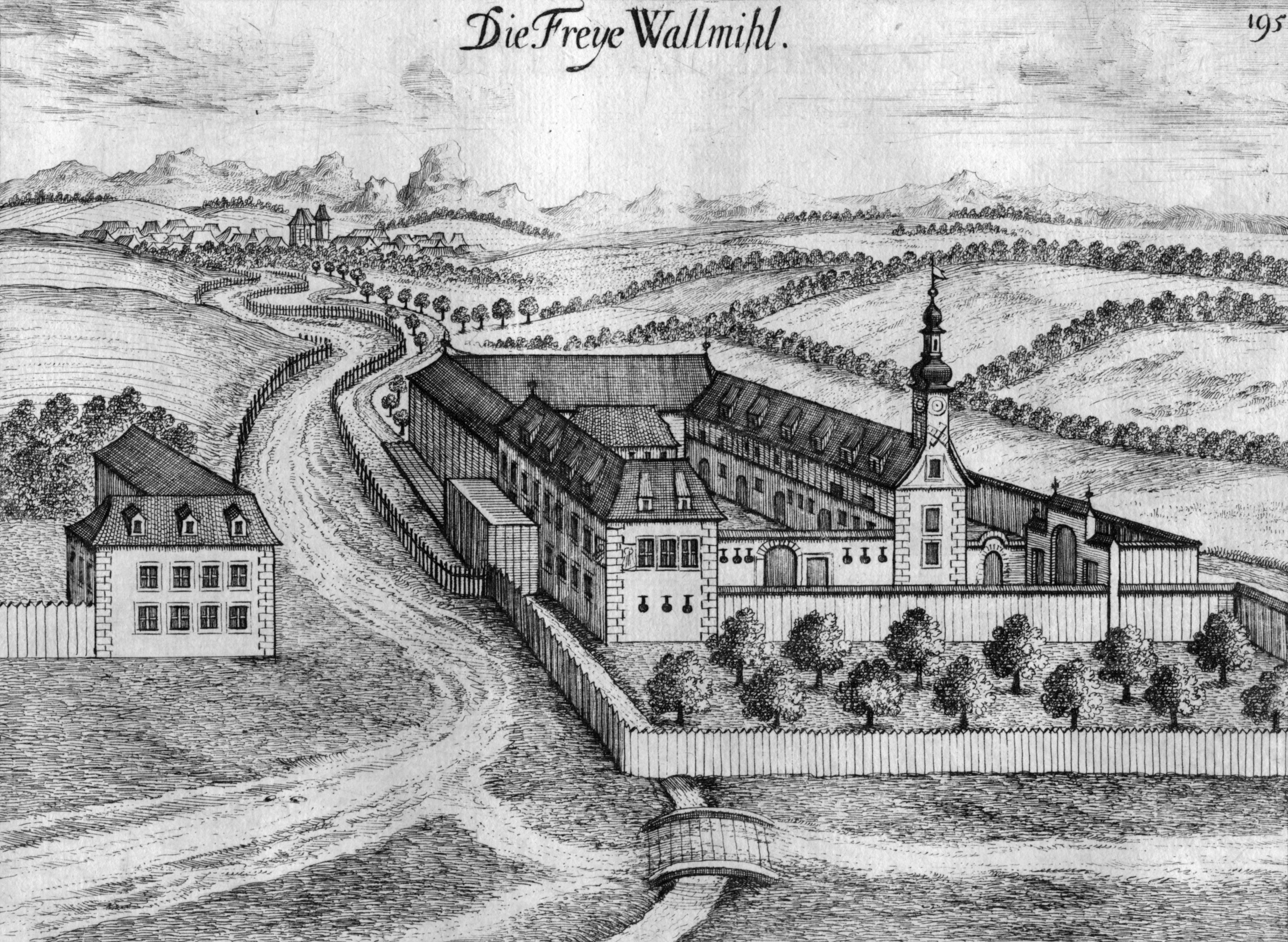
Wahlmühle bei Obergründberg (Vischer 1674)

In wirtschaftlicher Hinsicht war die Gemeinde Sierning – mit dem bereits 1451 urkundlich erwähnten Ortsteil Neuzeug – eines der bedeutendsten Zentren der Eisenverarbeitung im heutigen Oberösterreich. Blankwaffen, Messer, Ahlen und viele andere Produkte aus Eisen wurden hier über Jahrhunderte erzeugt. Letten war der Standort des Werndl’schen Stammwerkes.
Der Industriepionier Josef Werndl nutzte die Wasserkraft der Steyr und errichtete in Steyr und Sierning die Österreichische Waffenfabriksgesellschaft (nachmalig Steyr-Werke). Das letzte große Werk zur Besteckerzeugung, der Neuzeughammer, schloss – nach massiver Überschuldung – im Jahr 1976. Weiters verlief hier ein wichtiger Salzhandelsweg, die „Salzstraße“ von Gmunden im Salzkammergut ostwärts.
1588 prägte Sierning die Geschichte Oberösterreichs, als einer der ersten Aufstände des Zweiten Oberösterreichischen Bauernaufstands (1594–1597) von hier seinen Ausgang nahm und sich auf die gesamte Eisenwurzen ausdehnte (Sierninger Handel). Der Tumult konnte schließlich nur durch kaiserlichen Erlass beendet werden.
1611 wurde der Ort vom Passauer Kriegsvolk unter ihrem Kommandanten Ramée eingenommen. Während des Bauernkrieges 1626 hatte Stefan Fadinger seinen Sitz im Schloss Sierning, dem 1588 ausgebauten Pfarrhof.
Die Pfarre blieb bis zur Säkularisierung 1805 Passauerisch. Mit Schaffung der Ortsgemeinden 1848/49 wurde Sierning 1851 eine eigenständige politische Gemeinde.

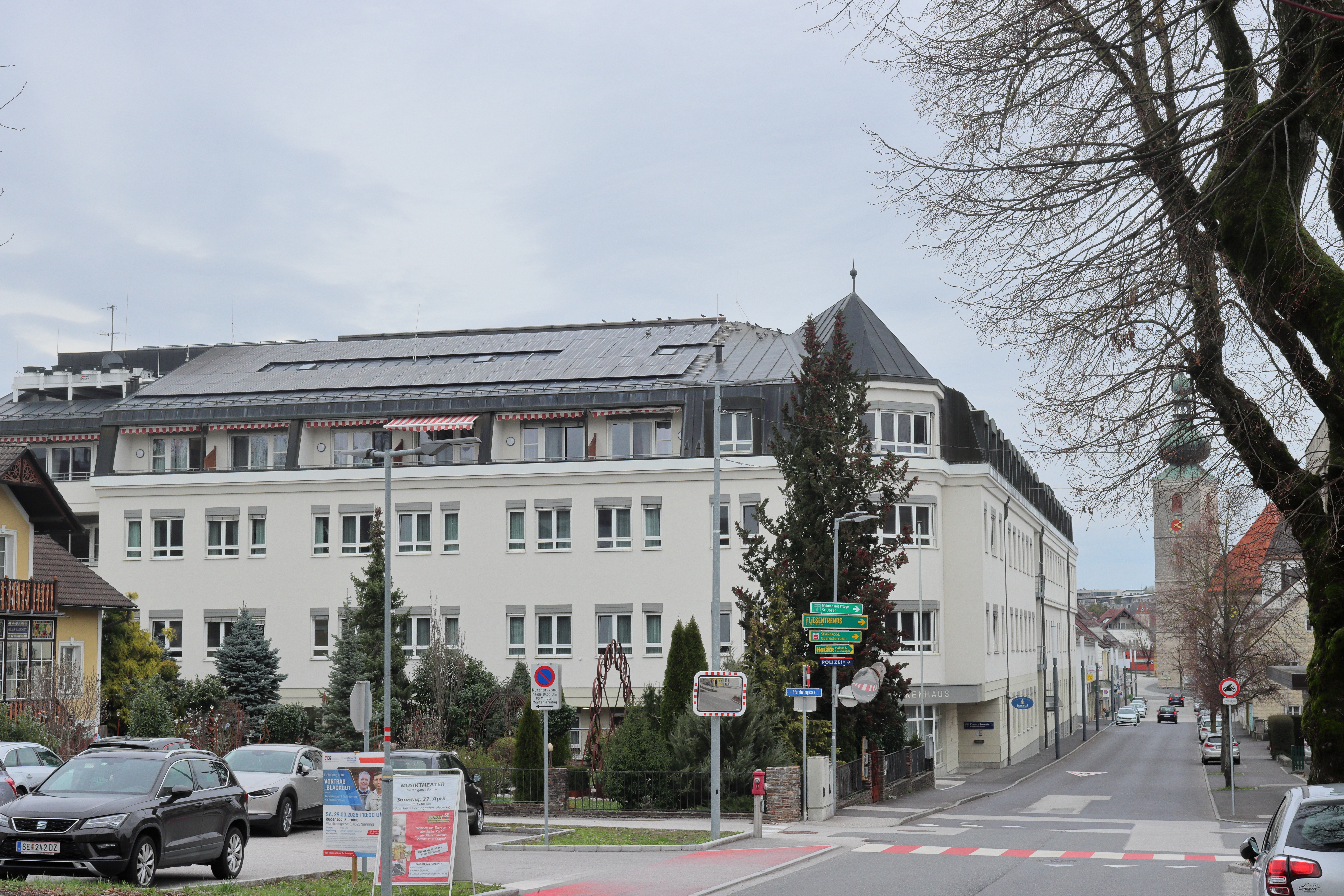
Krankenhaus Sierning mit Neustraße

Das Krankenhaus Sierning in der Neustraße 14 wurde 1874 als „Landerl-Krankenhaus“ (damals Nr. 234) mit Platz für 30 Patienten in sieben Zimmern erbaut. Die Leitung übernahm die Kongregation der Barmherzigen Schwestern vom Hl. Kreuz, der das Krankenhaus 1908 von der Familie Landerl mit der Auflage geschenkt wurde, es dauerhaft weiterzuführen. 1968/1969 und 1974/1975 wurde aufgestockt und angebaut. Heute hat das Haus mit dem Schwerpunkt Akutgeriatrie 90 Betten (Stand 2025).
1891 wurde hier die Flügelstrecke Pergern–Bad Hall der Steyrtalbahn erbaut, eine Schmalspurstrecke, die die Rudolfsbahn im Ennstal und die Kremstalbahn verband. Sie wurde 1933 zur Stichbahn nach Sierning reduziert, und 1967 endgültig stillgelegt. Auch die eigentliche Steyrtalbahn am anderen Steyrufer wird seit den 1980ern nurmehr als Museumsbahn betrieben.
Mit der Entwicklung der Industrie in Steyr begann auch Sierning zunehmend zu wachsen. Heute sind Sierning–Frauenhofen mit Nachbarorten wie auch Sierninghofen–Neuzeug, Pichlern–Steinfeld und Untergründberg weitgehend verwachsene Siedlungsräume.
Nach dem Anschluss Österreichs an das Deutsche Reich im März 1938 wurde die Gemeinde per 10. Mai d. J. Teil des Stadtbezirks Steyr im Gau Oberdonau und unterstand 1938–1945 dem Steyrer Oberbürgermeister. Nach Kriegsende wurde die Gemeinde mit 8. Mai 1945 wieder eigenständig, aber der Ostteil von Gründberg blieb Stadtgebiet. Dafür erhielt Sierning die Gegend Brunnern der Gemeinde Thanstetten (die dann  als Schiedlberg weitergeführt wurde).
1977, anlässlich der 1200-Jahr-Feier der Gemeinde, erfolgte die Erhebung zum Markt (Markterhebungsurkunde vom 21. März 1977).
1973–1988 entstanden die Umfahrungen Sierninghofen und Sierning, mit denen der Durchzugsverkehr der B122 Voralpen Straße und B140 Steyrtal Straße an den Ortskernen vorbeigeführt wurde.

## Kultur und Sehenswürdigkeiten
- Schloss Sierning
- Freisitz Wahlmühle
- Katholische Pfarrkirche Sierning hl. Stephan: im gotischen Stil errichtet, bereits 985/991 (Synode von Mistelbach) urkundlich erwähnt, somit eine der ältesten im Bezirk Steyr-Land. Das Altarbild Steinigung des hl. Stephanus malte Michael Rauscher (1904)
- Katholische Pfarrkirche Sierninghofen-Neuzeug hl. Berthold: Kirchengebäude der Moderne
- Katholische Maria-Lourdes-Kirche Neuzeug: erste Lourdeskirche Oberösterreichs
- Das Haus in der Bahnhofstraße 6 steht unter Denkmalschutz. Der Entwurf dürfte vom Steyrer Stadtbaumeister und Barockarchitekten Johann Gotthard Hayberger stammen.
- Kuhschellenböschung: Hang in Sierninghofen-Neuzeug. Die gewöhnliche Kuhschelle ist die Leitpflanze des Gebietes.

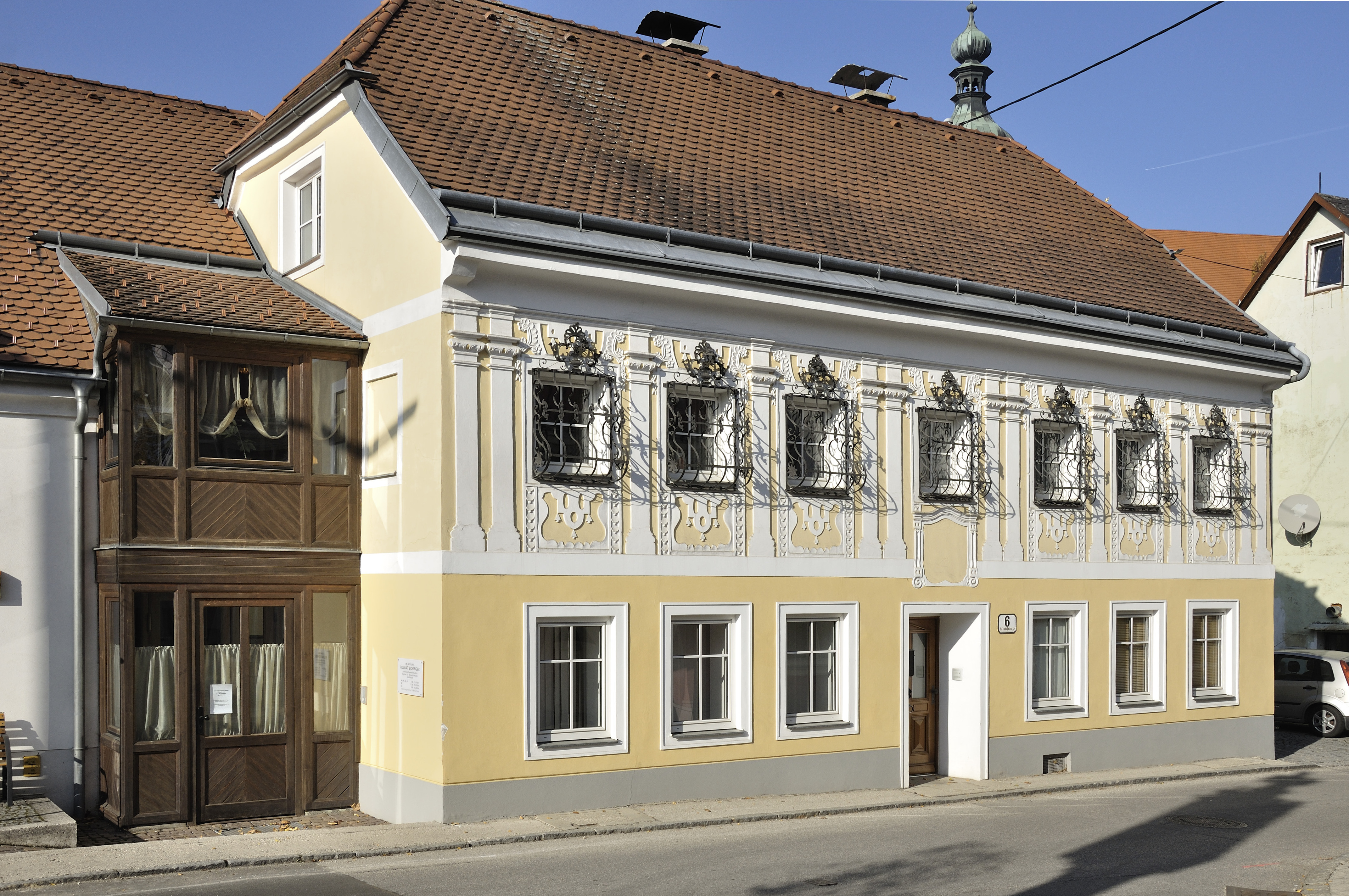
Bahnhofstraße 6
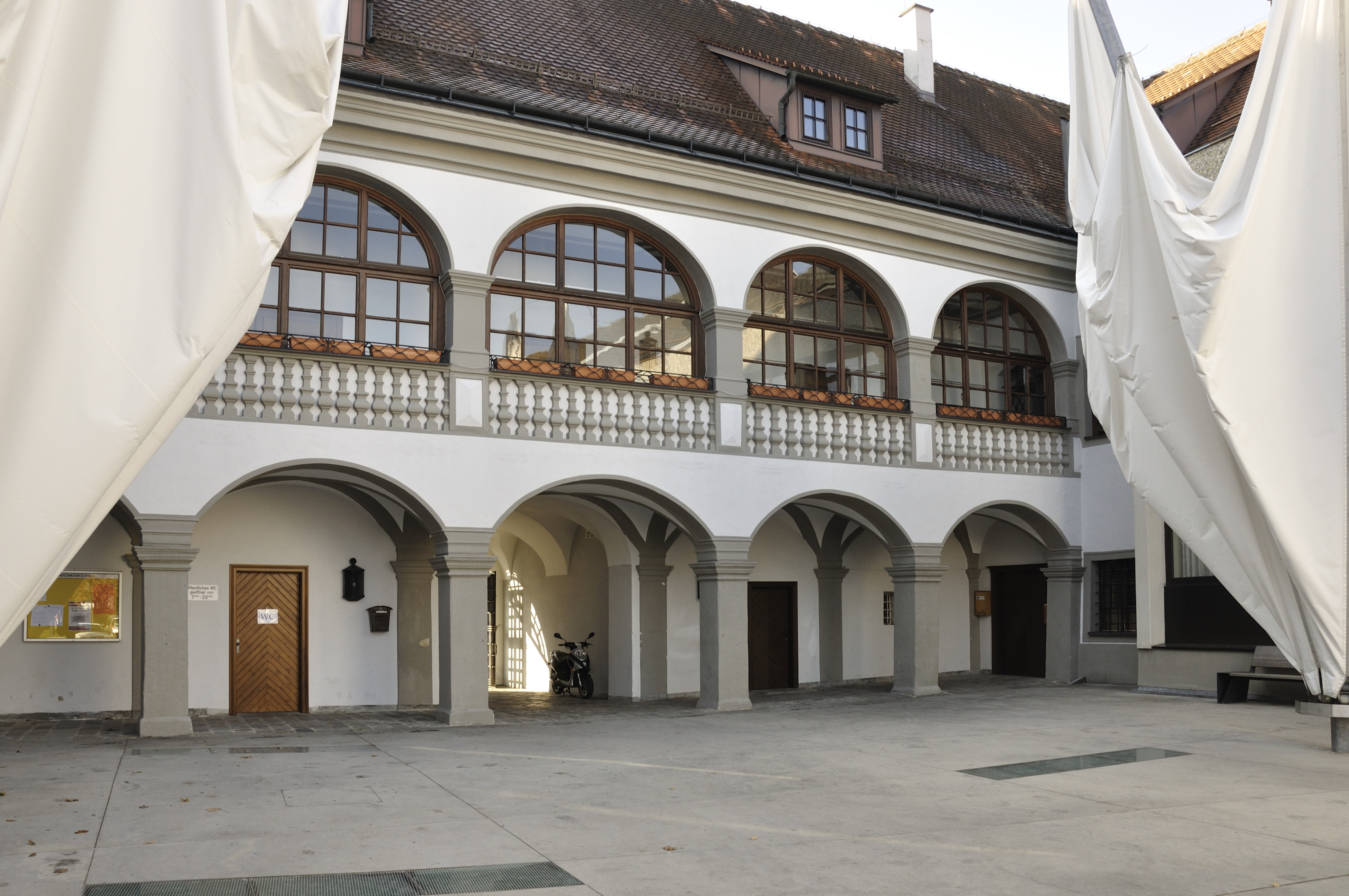
Arkaden im Schloss
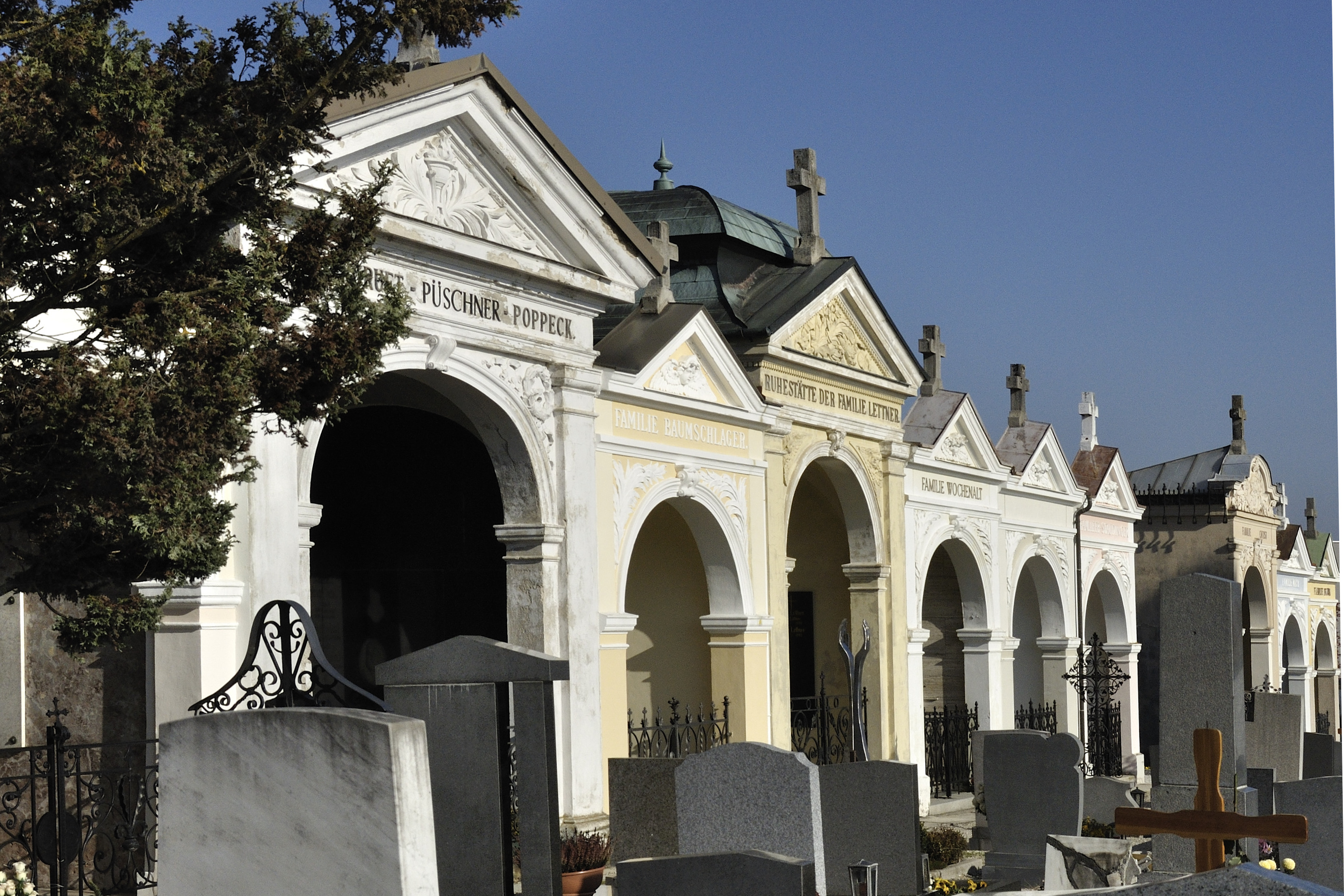
Friedhof
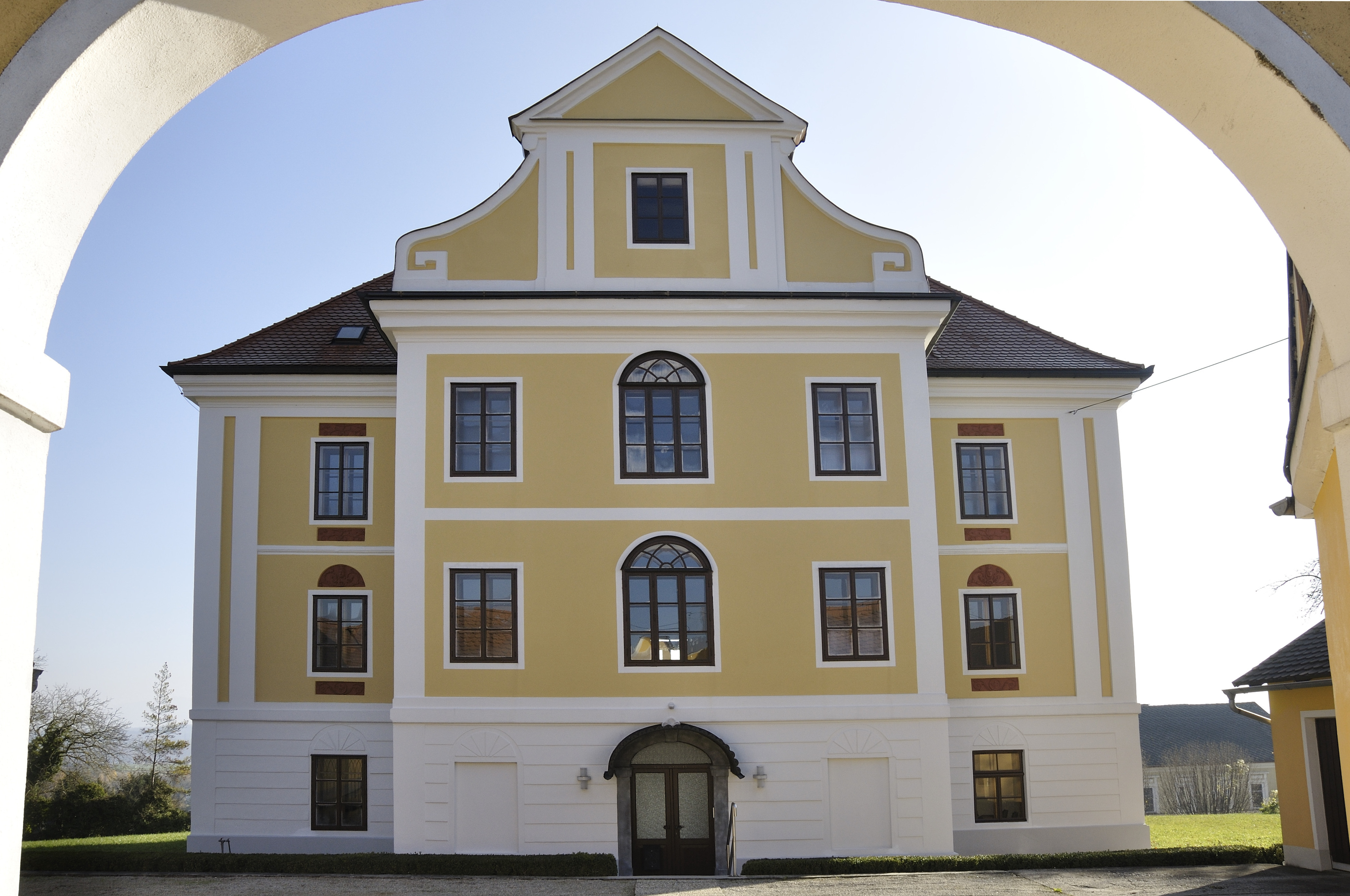
Pfarrhof
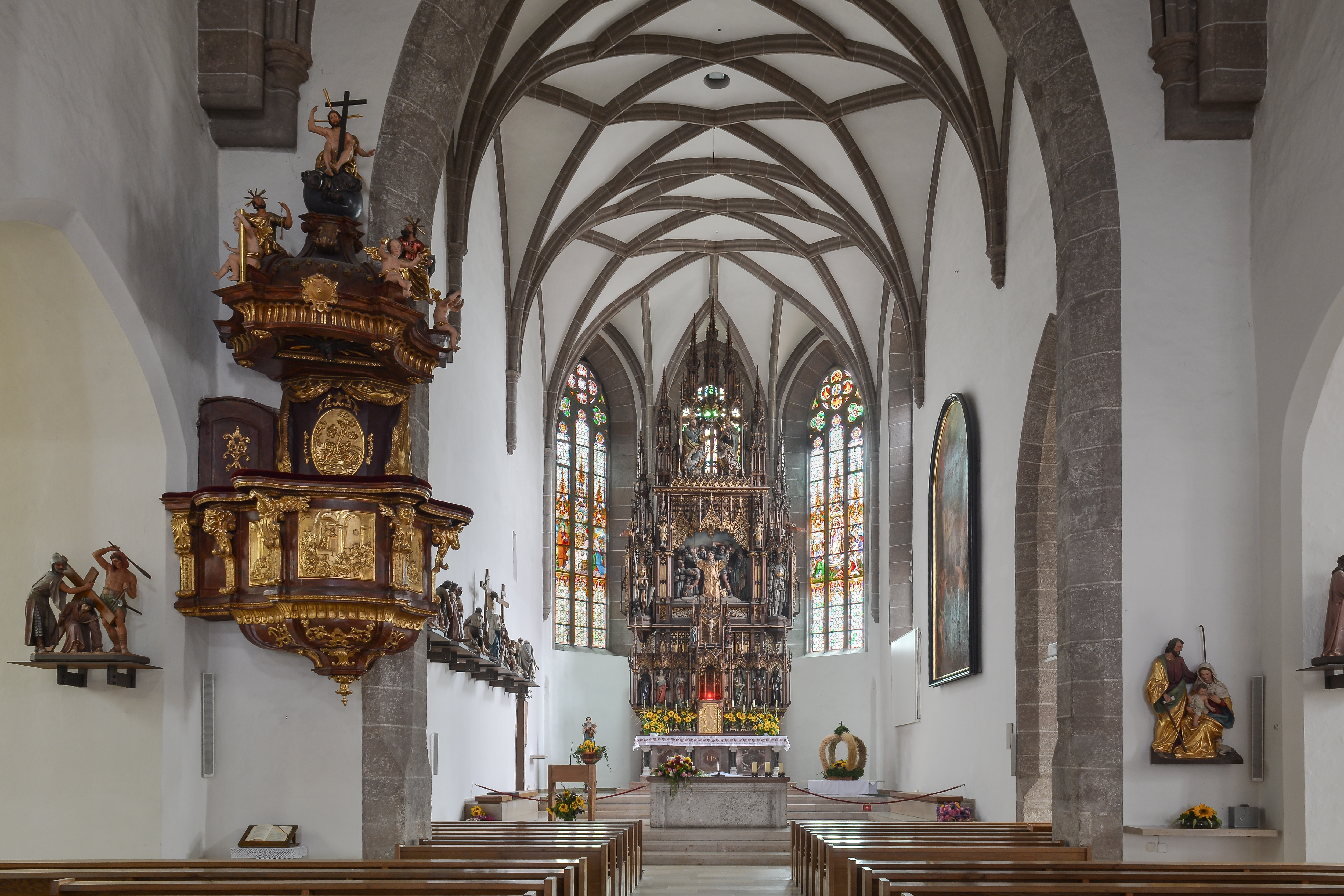
In der Pfarrkirche
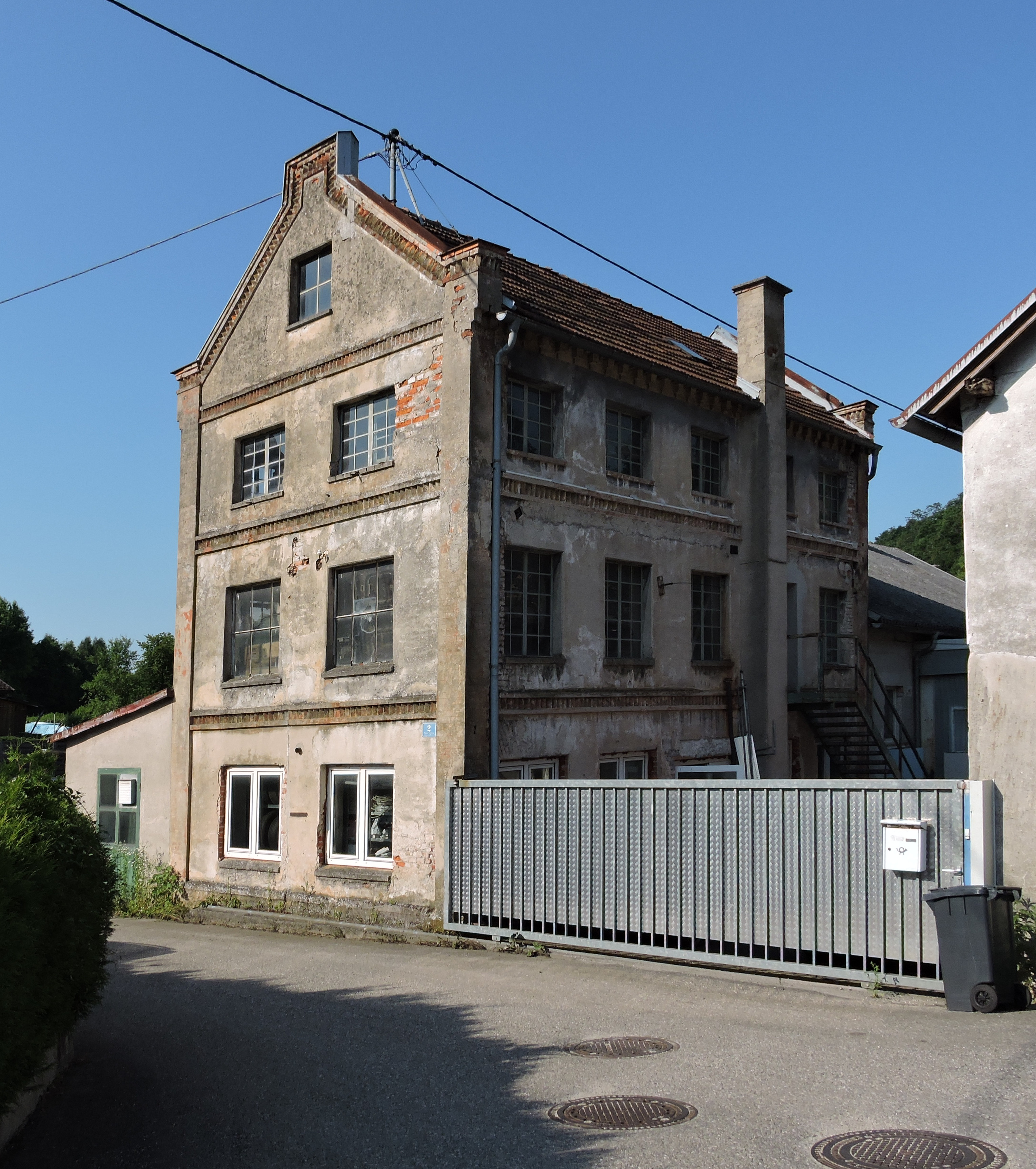
Neuzeug – altes Industrieobjekt Messerergasse

## Wirtschaft und Infrastruktur
Die Marktgemeinde Sierning ist die größte Gemeinde des Bezirkes Steyr-Land. Ihre Bedeutung in der Region Pyhrn-Eisenwurzen resultiert aus ihrer traditionsreichen Geschichte und der Lage an wichtigen Verkehrswegen.
Ackerbau und Viehzucht im Umland sowie zahlreiche Gewerbebetriebe leisteten ebenfalls ihren Beitrag dazu, dass die Bevölkerung früh zu Wohlstand und Ansehen gelangte.

### Gesundheit
- Krankenhaus Sierning, Neustraße 14

### Bildung

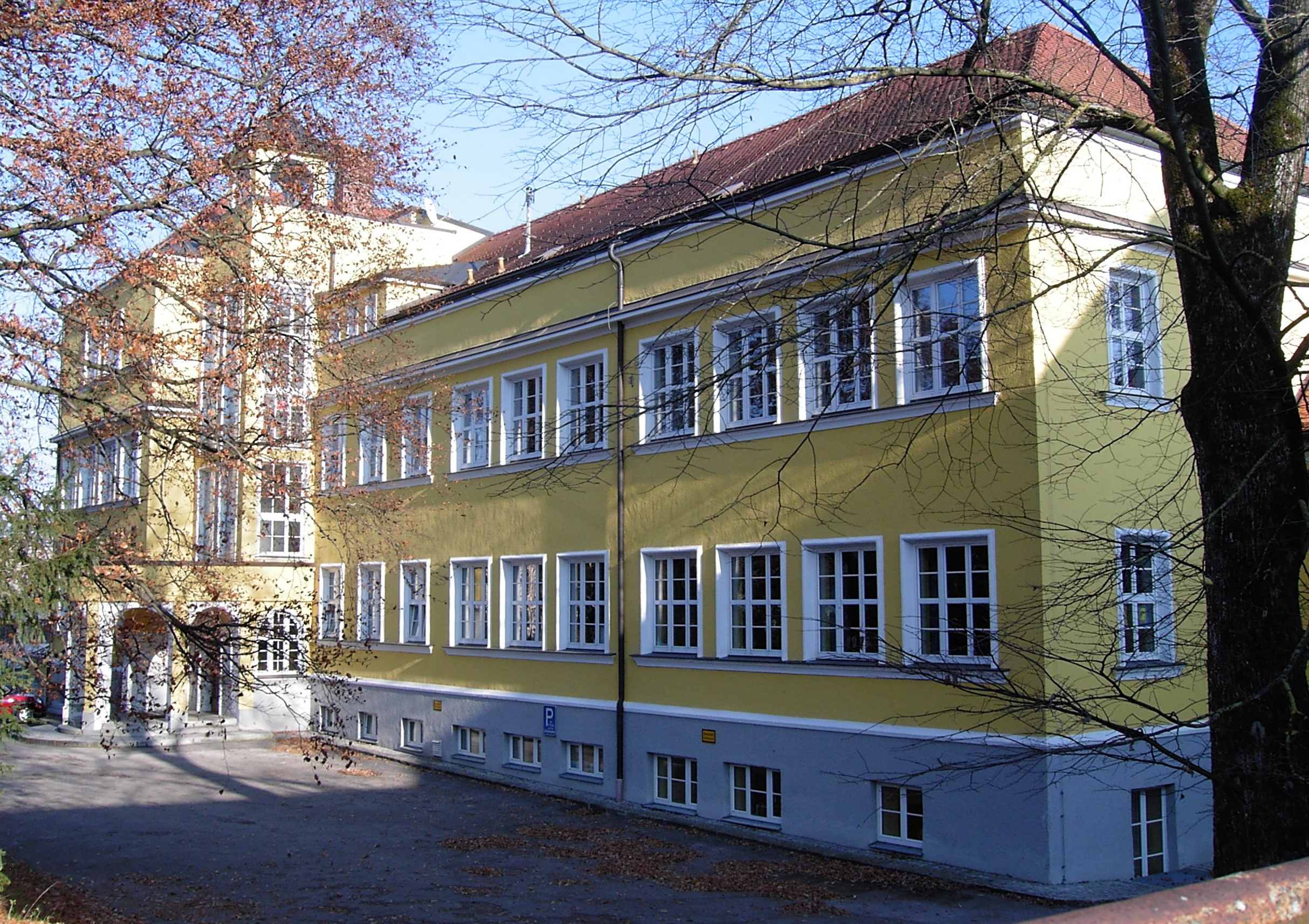
Volksschule Sierning

- Volksschule Sierning, Neustraße 21[11]
- Kindergarten Sidonie, Mühlauweg 41[12] (siehe auch Sidonie Adlersburg).

### Ansässige Unternehmen
In der Gemeinde sind heute um die 300 Betriebe ansässig.

### Verkehr

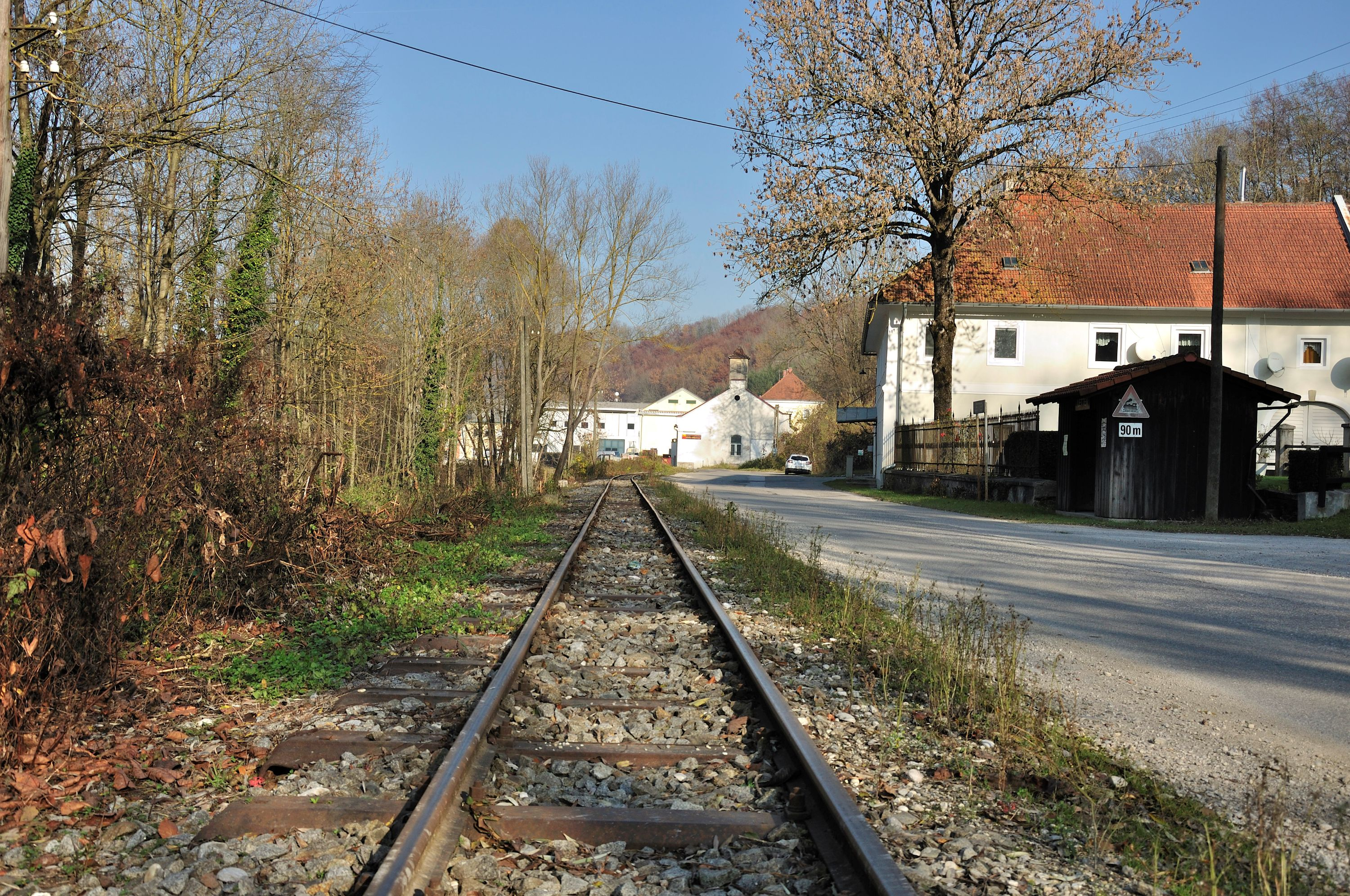
Steyrtalbahn bei der Lettmühle

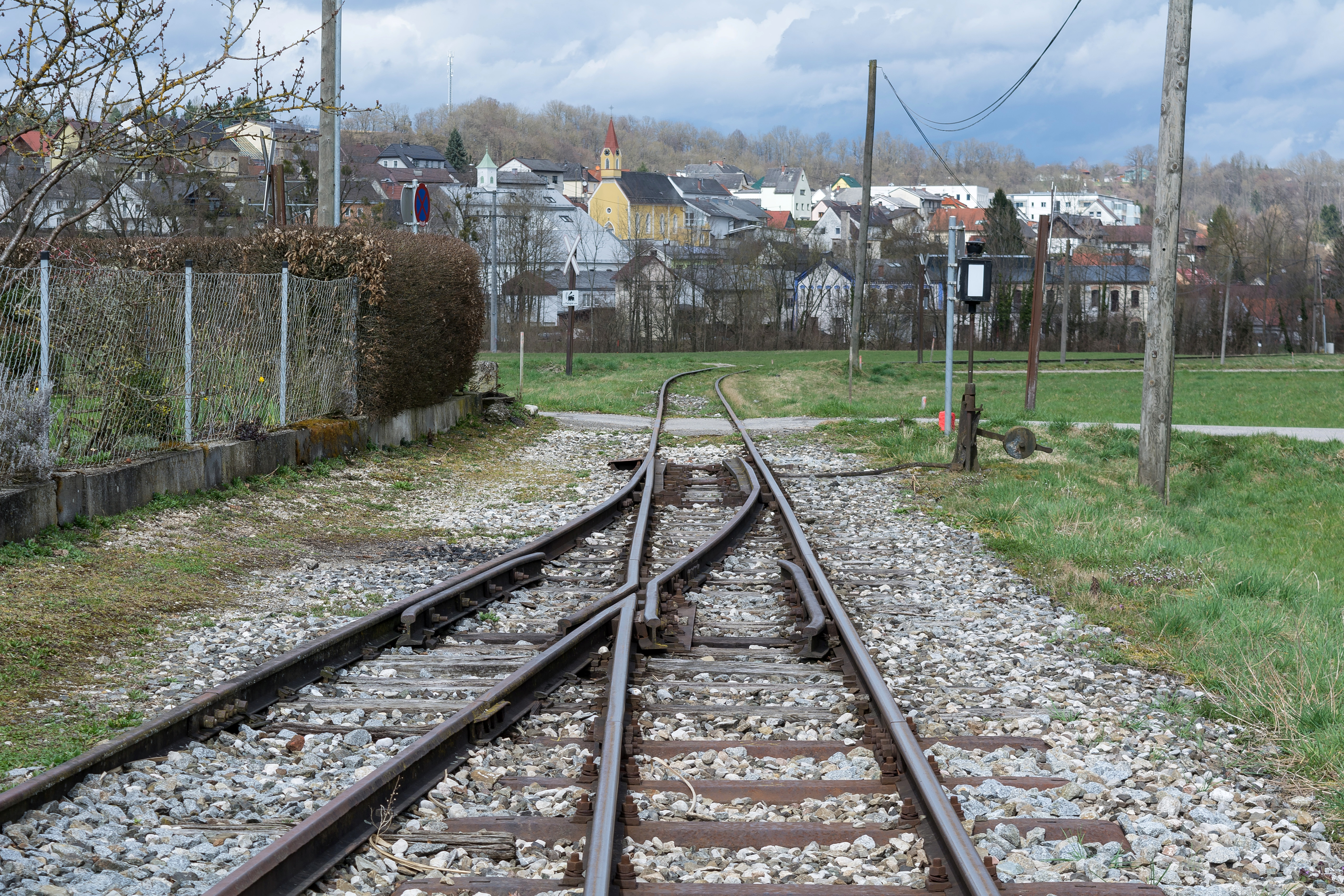
Steyrtalbahn bei Neuzeug

- Bahn und Bus: Sierning war bis 1933 von Bad Hall aus und bis 1967 über eine Zweigstrecke der Steyrtalbahn von Garsten aus direkt mit der Eisenbahn erreichbar. Heute wird der öffentliche Verkehr über Postbusse abgewickelt. Es bestehen Direktverbindungen unter anderem nach Steyr, Wels und Linz. Die nächstgelegenen Bahnhöfe befinden sich in Steyr (rund 12 km von Sierning, Anschluss an die Rudolfsbahn) und Rohr im Kremstal (Bahnhof Rohr-Bad Hall, rund 10 km von Sierning, Anschluss an die Pyhrnbahn).
- Straße: Sierning liegt an der Voralpen Straße B122 von Amstetten über Steyr nach Sattledt. Der nächste Autobahnanschluss befindet sich in Sattledt, rund 25 km von Sierning entfernt, wo beim Knoten Voralpenkreuz Anschluss an die West Autobahn A1, die Innkreis Autobahn A8 und die Pyhrn Autobahn A9 besteht.
- Wandern und Fahrrad: Der Ort verfügt über gut ausgebaute Fuß- und Radwege.

### Vereine
In Sierning existieren ca. 120 Vereine.

### Regelmäßige Veranstaltungen
- Rudenkirtag: Der Rudenkirta oder Rudenkirtag[13] ist seit 1732 eine alljährliche Faschingsveranstaltung in Sierning anlässlich derer der sogenannte Rudentanz von den Ruden, kleineren Männergruppen aus verschiedenen Regionen Österreichs, aufgeführt wird. Ursprünglich waren die Ruden die örtlichen Dorfburschenschaften – heute sind es deren Nachfolgeorganisationen[14], die oft aus ganz Österreich nach Sierning anreisen, um den Rudenkirtag zu begehen. Beim Kirtag wird traditionell der Traunviertler Landler gemeinsam mit den Tänzerinnen aufgeführt. Besondere Bedeutung haben die bei dieser Gelegenheit dargebotenen Gstanzln: Dabei handelt es sich um achtzeilige Reime, mit denen Themen aus Politik, Wirtschaft oder auch lokale Themen humoristisch behandelt werden. Vor der Veranstaltung wird regelmäßig in den Bundesländer-Zeitungen spekuliert, welchen Personen in diesem Jahr ein Gstanzl gewidmet wird,[15] womit diese – wie es umgangssprachlich heißt – „angesungen“ werden. Im Jahr 2007 war es etwa der beim Rudenkirtag anwesende damalige Vizekanzler Wilhelm Molterer. Seit 2013 ist diese Veranstaltung in die Liste des immateriellen Weltkulturerbes der UNESCO aufgenommen.

## Politik
Der Gemeinderat hat 37 Mitglieder.

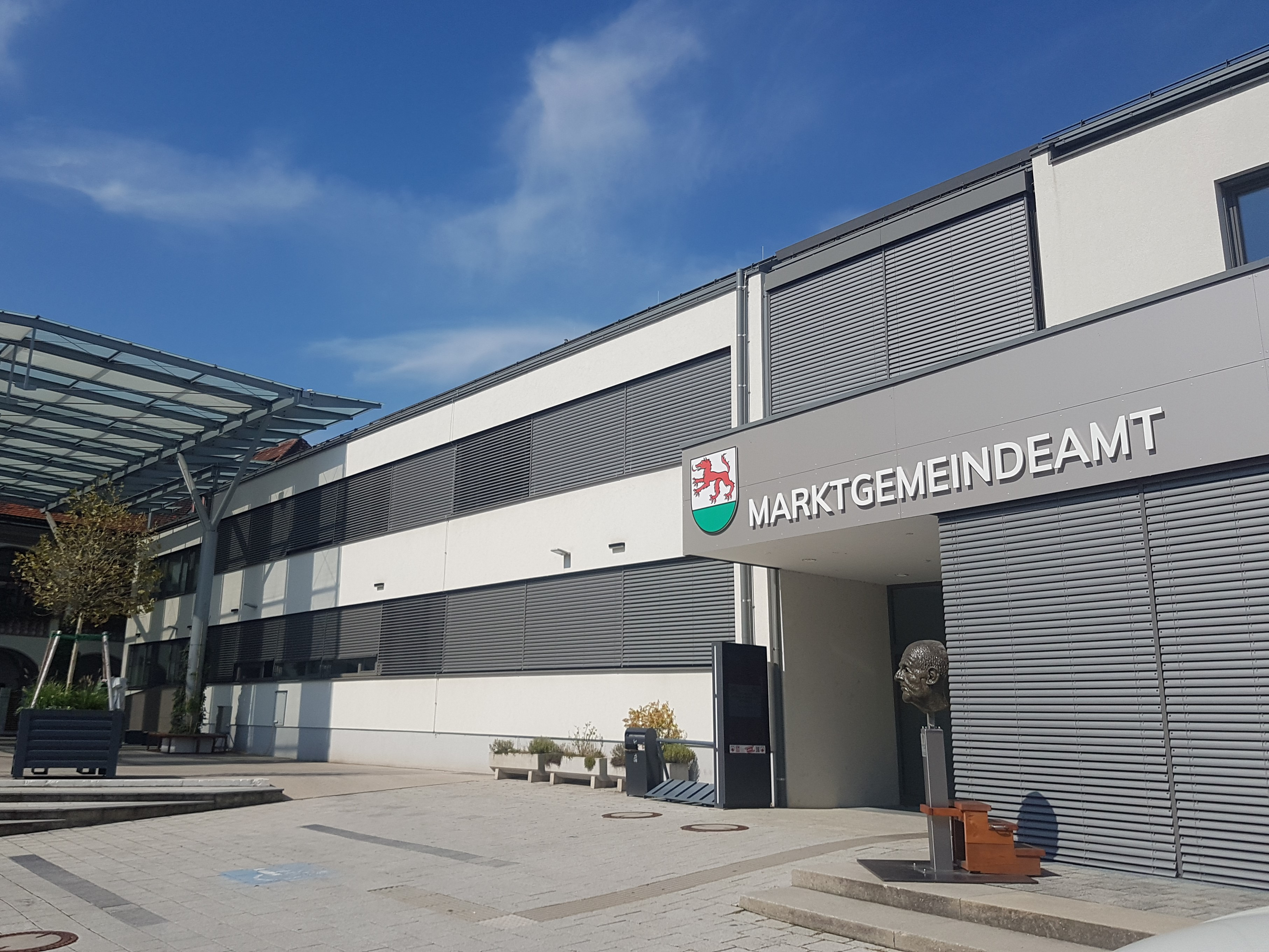
Das Marktgemeindeamt von Sierning.

- Mit den Gemeinderats- und Bürgermeisterwahlen in Oberösterreich 2003 hatte der Gemeinderat folgende Verteilung: 25 SPÖ, 10 ÖVP und 2 FPÖ.[16]
- Mit den Gemeinderats- und Bürgermeisterwahlen in Oberösterreich 2009 hatte der Gemeinderat folgende Verteilung: 21 SPÖ, 11 ÖVP, 4 FPÖ und 1 GRÜNE.[17]
- Mit den Gemeinderats- und Bürgermeisterwahlen in Oberösterreich 2015 hatte der Gemeinderat folgende Verteilung: 20 SPÖ, 9 ÖVP, 6 FPÖ und 2 GRÜNE.[18]
- Mit den Gemeinderats- und Bürgermeisterwahlen in Oberösterreich 2021 hat der Gemeinderat folgende Verteilung: 21 SPÖ, 10 ÖVP, 4 FPÖ und 2 GRÜNE.[19][20]

### Bürgermeister
Bürgermeister seit 1850 waren:
- 1850–1855 Ignaz Wimmer
- 1855–1861 Felix Lippert
- 1861–1864 Franz Wolfsjäger
- 1864–1870 Gottfried Wimmer
- 1870–1873 Josef Wegscheider
- 1873–1876 August Wimmer
- 1876–1879 Georg Arbeithuber
- 1879–1894 Johann Bräuer
- 1894–1909 Karl Wiesner
- 1909–1919 Friedrich Bauernnebel
- 1919–1924 Eduard Allmannstorfer
- 1924–1935 Johann Platzer
- 1935–1938 Franz Gumpenberger
- 1938–1945 (eingemeindet Steyr)
- 1945–1945 Johann Breirather
- 1945–1946 Johann Platzer
- 1946–1949 Franz Obergottsberger
- 1949–1965 Friedrich Bernauer
- 1965–1974 Josef Teufel
- 1974–1987 Josef Beurather
- 1987–1987 August Bramberger
- 1987–2003 Alois Platzer
- 2003–2021 Manfred Kalchmair (SPÖ)[22]
- seit 2021 Richard Kerbl (SPÖ)

### Wappen
| | Blasonierung: „Über grünem Schildfuß in Silber ein roter, leicht aufgerichteter Wolf.“ |
| Wappenbegründung: Das Wappentier des Bistums Passau – der rote Wolf – verweist darauf, dass sich die Pfarre Sierning von ihren Anfängen um die Wende des 9./10. Jahrhunderts bis zur Säkularisation des Hochstiftes 1803 in dessen Besitz befand. Die Vogtei oblag der Herrschaft Steyr, deshalb die grün-weiße Schildteilung des Gemeindewappens. Verleihung des Gemeindewappens und Genehmigung der vom Gemeinderat am 27. März 1973 festgesetzten Gemeindefarben durch Beschluss der oberösterreichischen Landesregierung vom 18. Juni 1973. Gemeindefarben: Rot-Weiß-Grün. |                                                                                        |

## Persönlichkeiten

### Söhne und Töchter der Gemeinde
- Theresia Helm (1801–1860), Mutter von Anton Bruckner, kam am 6. April 1801 in Nz. 1 (= Neuzeug. Nr. 1). auf die Welt.[23]
- August Edlbacher (1833–1916), Richter und Politiker, Mitglied des Abgeordnetenhauses 1888–1895[24]
- Max Edlbacher (1836–1893), Rechtsanwalt und Politiker, Mitglied des Abgeordnetenhauses 1871–1882[25]
- Paul Fürst (1856–1941), Konditor, Erfinder der Mozartkugel
- Johann Schmirl (1882–1923), Politiker[26]
- Alfred Engleder (1920–1993), ging als Mörder mit dem Maurerfäustl in die österreichische Kriminalgeschichte ein
- Heinrich Gattermeyer (1923–2018), österreichischer Komponist
- Oswald Pöstinger (1929–1997), Komponist, Arrangeur und Dirigent
- Hermann Leithenmayr (1941–2010), Politiker
- Heinz Wimmer (* 1946), Psychologe und Universitätsprofessor
- Karl Wörister (1946–2016), Soziologe
- Josef Aussermair (* 1948), Theologe
- Hedwig Saxenhuber, Ausstellungskuratorin, Autorin und Herausgeberin der Kunstzeitschrift Springerin
- Ernst Theis (* 1961), österreichischer Dirigent

### Personen mit Bezug zur Gemeinde
- Helmut Köglberger (* 1946 in Steyr; † 2018), Fußballspieler, ist in Sierning aufgewachsen
- Wilhelm Molterer (* 1955 in Steyr), Politiker, ehemaliger Vizekanzler und Finanzminister sowie Bundesparteiobmann der ÖVP, in Sierning aufgewachsen
- Sabine M. Gruber (* 1960 in Linz), Schriftstellerin, in Sierning aufgewachsen
- Gerald Nigl (* 1966 in Graz), Schriftsteller und Maler, in Sierning aufgewachsen
- Gerda Rogers (* 1942 in Mährisch Schönberg), Astrologin und Radiomoderatorin, in Sierning aufgewachsen
- Austrofred (* 1976 in Steyr), Sänger und Schriftsteller, in Sierning aufgewachsen

Der im Jahre 2000 eingeweihte Gemeindekindergarten in Sierning-Letten ist nach Sidonie Adlersburg benannt. Das Mädchen war 1933 als Säugling von seiner leiblichen Mutter, einer Roma, vor dem Krankenhaus in Steyr ausgesetzt worden und wuchs bei Pflegeeltern in Letten auf. Unter dem Vorwand, es zu seiner leiblichen Mutter zurückzubringen, wurde das Mädchen 1943 den Pflegeeltern weggenommen und kurz darauf nach Auschwitz deportiert, wo es wenige Wochen später starb. Gerald Brandstötter schuf ein Denkmal, das vor dem Kindergarten errichtet wurde. Es zeigt eine Mutter, die sich schützend über ihr Kind beugt. Die Geschichte des Mädchens verarbeitete Erich Hackl zu einem Buch mit dem Titel Abschied von Sidonie, welches auch verfilmt wurde.